# Wymysłów (Miechów)
Pour les articles homonymes, voir Wymysłów.
Wymysłów est une localité polonaise de la gmina et powiat de Miechów en voïvodie de Petite-Pologne.